# Carlos Sampaio Garrido
Carlos de Almeida Afonseca Sampaio Garrido (5 de abril de 1883 – abril de 1960) fue un diplomático portugués, conocido por sus acciones durante la ocupación alemana de Hungría durante la Segunda Guerra Mundial, que permitieron la salvación de más de un millar de ciudadanos judíos de Budapest entre los meses de julio y diciembre de 1944.

## Biografía
Se desempeñó como Ministro Plenipotenciario y Embajador interino de Portugal en Budapest entre 1939 y 1944. Junto con Teixeira Branquinho, (encargado de negocios portugués en Budapest en 1944) Garrido alquiló casas y apartamentos para albergar y proteger a refugiados judíos de la deportación y el asesinato. Obtuvieron permiso del gobierno portugués para emitir salvoconductos a todas las personas que tuvieran parientes en Portugal, Brasil, las colonias portuguesas o tuvieran algún tipo de conexión con Portugal. Garrido y Branquinho también establecieron una oficina de la Cruz Roja Portuguesa en la legación portuguesa para atender a los refugiados judíos. Esto se hizo en gran parte en cooperación con el Ministerio de Relaciones Exteriores de Portugal y bajo el mandato del Primer Ministro António de Oliveira Salazar y bajo la condición de que estos refugiados no tratarían de obtener la ciudadanía portuguesa.
El 23 de abril de 1944 y tras la ocupación alemana de Hungría, el gobernante portugués Salazar decidió ordenar a su embajador que regresara a Lisboa y dejar en su lugar al encargado de negocios, Teixeira Branquinho, en su lugar. La retirada del Embajador se produjo en respuesta a una solicitud de Gran Bretaña y Estados Unidos, que querían que los países neutrales degradaran su presencia diplomática en Hungría.
Cinco días después, el 28 de abril de 1944, a las 5 de la mañana, la policía política húngara irrumpió en el domicilio de Sampaio Garrido y arrestó a sus invitados. El Embajador se resistió físicamente a la policía y también fue arrestado pero logró que sus invitados fueran liberados invocando los derechos legales extraterritoriales de las legaciones diplomáticas. Cinco de los invitados eran miembros de la famosa familia Gabor. Magda Gabor, actriz y socialité húngara, hermana mayor de Zsa Zsa y Eva Gabor, era secretária, prometida y amante de Sampaio Garrido.
Sampaio Garrido partió para Suiza el 5 de julio de 1944, acompañado de su secretária, dejando al frente de la embajada portuguesa a Teixeira Branquinho. Siempre en contacto con Garrido, Branquinho obtuvo autorización de Salazar para conceder pasaportes portugueses a judíos húngaros. En total, Portugal concedió alrededor de 1000 documentos de protección, de los cuales 700 fueron pasaportes provisionales sin indicación de nacionalidad portuguesa, como exigía el gobierno de Salazar para que no pudieran reclamarla posteriormente.
En 1945 fue enviado como ministro plenipotenciario a Estocolmo. 
En 2006 la International Raoul Wallenberg Foundation rindió homenaje a Sampayo Garrido y Carlos de Liz-Texeira Branquinho.
El 2 de febrero de 2010, la Comisión para el Nombramiento de los Justos, creada por Yad Vashem, le otorgó la medalla de los Justos entre las Naciones.

## Distinctiones
- Gran Oficial de la Orden de Cristo[3]
- Comendador de la Orden de Cristo[3]
- Oficial de la Orden Militar de Santiago de la Espada[3]
- Gran Oficial de la Orden de la Libertad[3]
- Caballero de la Orden de Isabel la Católica
- Caballero de la Orden de la Corona de Prusia
- Justo entre las Naciones